# Götz George
Götz George (Berlim, 23 de julho de 1938 - Hamburgo, 19 de junho de 2016) foi um ator alemão. Trabalhou no cinema e na televisão durante mais de cinco décadas. Nos anos 1980, se tornou particularmente popular no papel do detetive Horst Schimanski, na série de televisão Tatort.

## Vida pessoal
George foi casado com Loni von Friedl de 1966 a 1976; a filha do casal, Tanja-Nicole, nasceu em 1967. A partir de 1997 viveu junto com a jornalista Marika Ullrich; o casal se casou em 2014.
Ele morreu em 2016, aos 77 anos, após uma curta doença. 